# 화봉중학교
화봉중학교(華峰中學校)는 대한민국 울산광역시 북구 화봉동에 있는 공립 중학교이다.

## 학교 연혁
- 1994년 1월 8일 : 화봉중학교 설립인가(남, 여 12학급)
- 1994년 3월 5일 : 1994학년도 제1회 신입생 입학 (624명)
- 2021년 3월 1일 : 제15대 심말선 교장 취임
- 2022년 12월 15일 : 제27회 졸업식 졸업생수 116명, 졸업생 누적 9,764명
- 2023년 3월 2일 : 제30회 신입생 입학 (4학급 108(1)명)

## 참고 자료
- 화봉중학교 - 한국교육학술정보원 학교알리미